# Лопес, Анри
Анри Лопес (фр. Henri Lopes; 12 сентября 1937 — 2 ноября 2023) — конголезский писатель и политик.
С 1949 года по 1965 год жил во Франции, в Париже и Нанте.
В 1963 году окончил факультет литературы и гуманитарных наук Парижского университета.
Вернувшись в Конго преподавал. В 1969 году был назначен на пост министра национального образования, занимал этот пост до 1971 года. В 1972—1973 годах был министром иностранных дел Народной Республики Конго.
С 28 июля 1973 по 18 декабря 1975 года занимал пост премьер-министра правительства Республики Конго. На этом посту его сменил Луи Сильвен-Гома.
С 1976 года жил в Париже. С 1977 по 1980 был министром финансов Республики Конго.
В 1981—1998 годах занимал пост заместителя Генерального секретаря ЮНЕСКО.
Лопес — один из самых известных представителей современной африканской литературы. Писал на французском языке. дебютировал в 1971 году сборником «Tribaliques».
Скончался 2 ноября 2023 года в возрасте 86 лет.